# Claude de Beaucaire
Pour les articles homonymes, voir Beaucaire.
Claude de Beaucaire, né le 17 novembre 1660 à Le Vilhain en Bourbonnais et mort le 20 août 1735 à Toulon, est un officier de marine et aristocrate français des XVIIe et XVIIIe siècles. Il sert dans la Marine royale et parvient au grade de chef d'escadre (équivalent au grade actuel de contre-amiral). Il a donné son nom au quartier de « la Beaucaire » à Toulon.

## Biographie

### Origines et famille
Fils d'un jeune capitaine de cavalerie, Henri de Beaucaire (1637-1666), né à Cérilly et mort aux Provinces-Unies, et d'une pauvre veuve - Gabrielle Le Bel de Bellechassaigne - qui ne reçut que 300 livres de dot lors de leur mariage en 1656 à Maucourtet, dans la paroisse de Blanzat. La famille de Beaucaire jouissait d'une authentique noblesse, et était connu au duché de Bourbon depuis 1406, noblesse qui apparut cependant incertaine du fait de son indigence. Aussi, son père est condamné comme « usurpateur de noblesse » en 1666.
Claude de Beaucaire naît le 17 novembre 1660, à Le Vilhain, dans le diocèse de Bourges. C'est le premier Beaucaire à ne pas naître au Bouchet, dans la paroisse de Cérilly.

### Carrière dans la Marine du Roi
Claude de Beaucaire entre dans la Marine royale en 1681. Le 27 avril 1700, il reçoit de ses oncles Jean Lebel, seigneur de la Voreille, Gilbert Lebel, seigneur de Bellechassagne, donation de trois domaines situés au Vilhain, les Perrots et les Juniais, estimés à 1 000 livres.
En 1702, il commande une frégate de 10 canons, au sein de la flotte du comte de Forbin.
« Inspecteur des compagnies franches de la Marine à Toulon » en 1709, après Monsieur de la Jonquière, cassé de son grade en 1708 pour avoir rendu trop vite Minorque aux Anglais. Il veille à la discipline et à l'entretien des troupes, les passe en revue, veille aux recrues et se préoccupe du logement des hommes afin qu'ils ne causent « aucun désordre » chez les habitants, dont il était habilité à recevoir les plaintes.
Le 10 mars 1734, il est nommé chef d'escadre, dans la même promotion que M. de Sainte-Hermine, M. Polignac-Descoyeux (ou d'Écoyeux), le marquis de Lanquetot, le Chevalier de Camilly et M. de la Blandinière.
Il ne profite pas longtemps de cette promotion car il est terrassé par une attaque d'apoplexie à bord du Ferme, le 15 août 1735, en rade de Toulon. Il succombe à une seconde attaque, à Toulon le 20 août suivant, à l'âge de 75 ans. Il totalisait à sa mort 54 années de service (de 1681 à 1735).

## Mariage et descendance
Le 22 septembre 1722, Claude de Beaucaire (1660-1735), capitaine de vaisseau célibataire, épouse une jeune veuve : Agnès Clapier, fille de Jean Clapier « bourgeois d’Hyères » et de Marguerite Emeric, et veuve de François Monier avocat à la cour, laquelle maigrement dotée – 15 000 livres –, a déjà deux filles. En la cathédrale Sainte-Marie-Majeure, Beaucaire, gentilhomme et officier d’épée, s’entoure pour épouser cette veuve d’avocat de quatre témoins : Henry de Modène, chef d’escadre, Charles de Vallette-Laudun, futur chef d’escadre, Pierre Charronier, commissaire général et Jean-Baptiste de Vence, dit le « comte de Villeneuve-Vence », capitaine de vaisseau.
De cette union naissent :
- Jean-Frédéric de Beaucaire (1726-)
- Antoine-Claude de Beaucaire (1735-1791).

### Sources et bibliographie
- Mercure de France, avril 1734, [lire en ligne], p. 802
- Michel Vergé-Franceschi, « Le chef d'escadre de Beaucaire (1660-1735) », in Bulletin de la Société des Amis du Vieux Toulon, 1985, no 107, p. 177-194.